# Banepa
Banepa ist eine Stadt (Munizipalität) in Nepal, 26 km östlich von Kathmandu, im Distrikt Kabhrepalanchok.
Banepa ist eine alte Newari-Handelsstadt und liegt am Arniko Rajmarg, der Überlandstraße von Kathmandu nach Tibet. Die Altstadt mit zahlreichen Tempeln ist gut erhalten. Der Fluss Punyamata Khola fließt in südlicher Richtung durch die Stadt.
Einen Kilometer nordöstlich der Altstadt befindet sich die Anlage des Chandeswari-Tempels, die bedeutendste Sehenswürdigkeit Banepas.
Das Stadtgebiet umfasst 5,56 km².

## Einwohner
Bei der Volkszählung 2011 hatte Banepa 24.764 Einwohner (davon 12.325 männlich) in 5540 Haushalten.